# Podvin, Žalec
Podvin je naselje v Občini Žalec. Ustanovljeno je bilo leta 1991 iz dela ozemlja naselij Gotovlje in Ložnica pri Žalcu. Leta 2015 je imelo 378 prebivalcev.